# Stary Zbrachlin
Stary Zbrachlin – wieś w Polsce położona w województwie kujawsko-pomorskim, w powiecie aleksandrowskim, w gminie Waganiec.

## Podział administracyjny
W latach 1975–1998 miejscowość administracyjnie należała do województwa włocławskiego. Wieś sołecka – zobacz jednostki pomocnicze gminy Waganiec w BIP.

## Demografia
W roku 2009 liczył 74 mieszkańców. Według Narodowego Spisu Powszechnego (III 2011 r.) było ich 72. Jest najmniejszą miejscowością gminy Waganiec.

## Historia
Według XIX-wiecznego opisu - Zbrachlin, Zbrachlin Stary i Nowy, wieś w powiecie nieszawskim, gminie Straszewo, parafii Zbrachlin, posiada kościół parafialny murowany, a także szkołę początkową.
- Zbrachlin wieś ma 137 mieszkańców, 614 mórg włościańskich
- Zbrachlin Stary 108 mieszkańców, 427 mórg
- Nowy Zbrachlin 123 mieszkańców, 255 mórg

W 1827 r. istnieje także Zbrachlin Holendry, własność rządowa, 15 domów, 162 mieszkańców.

W wieku XII wieś w liczbie posiadłości arcybiskupów gnieźnieńskich, wymienia ją akt z 1136 r.

„Bralin cum sociis suis et rineis duabus et tutoribus qorum, cum villis suis, aqorum una Ploeensis altera Vladislavensis castelli est".

Wieś ta należała do opactwa benedyktynów P. Maryi w grodzie łęczyckim (Kod. Wielk. 7 i 1406). W roku 1349 Mateusz, biskup włocławski, na prośbę Jana, kasztelana łęczyckiego, ustępuje dziesięciny ze wsi Zbrachlin na miejscowego plebana, w zamian za odstąpioną mu dziesięcinę tegoż plebana we wsi Łęg (Lang). Zapewne tenże sam Jan, już jako wojewoda łęczycki, zamienia z biskupem Mateuszem wieś swą Zbrachlin na wsi biskupie nad Bzurą, położone w ziemi łęczyckiej: Sobocice i Zagniszowice, których nazwy zniknęły już w XVI w. (Kod. dypl. poi., II, 286, 727). Według registru poborowego powiatu brzeskiego z roku 1557 wieś Sbrachlino miała 9 łany kmiece, 2 sołtysie łany, 13 czynszowych, 2 zagrodników (Pawiń., Wielkop., II, 7). Według notatki w księdze metrycznej miejscowej, kościół murowany, pw. św. Jakuba, wystawił w roku 1566 Andrzej Duchnicki, archidiakon włocławski, zapewne na miejscu dawniejszego. W roku 1584 kościół ten został sprofanowany, gdy zamieszkały w tej parafii dziedzic dóbr Waganiec Bartłomiej Waganiecki, protestant, dla pogrzebania zmarłego syna swego na miejscowym cmentarzu, sprowadził z Kościelnej wsi Kaznodzieję kalwińskiego i konwent heretyków. Grunta probostwa około 4 włók rozdane zostały w części kolonistom Zbrachlina, za zabrane im grunty pod drogę żelazną (kolej), w części zaś dla bezrolnej ludności.
Zbrachlin - parafia w dekanacie nieszawskim liczyła w roku 1885 około 1200 dusz. W roku 1899 rozpoczęto w Zbrachlinie budowę nowego kościoła murowanego.